# Rodolphe
Rodolphe (título original en francés; en español, Rodolfo) es una ópera con música de André David y libreto de Jacques Grasswill. Se estrenó en Niort y La Rochelle en 2002. 

## Historia
En 1200, los amores tumultuosos de Isabel de Angulema: prometida del conde de Lusiñán, se casó con el rey Juan sin Tierra y abandona al conde Rodolphe de Mauléon.